# Любович Ярослав

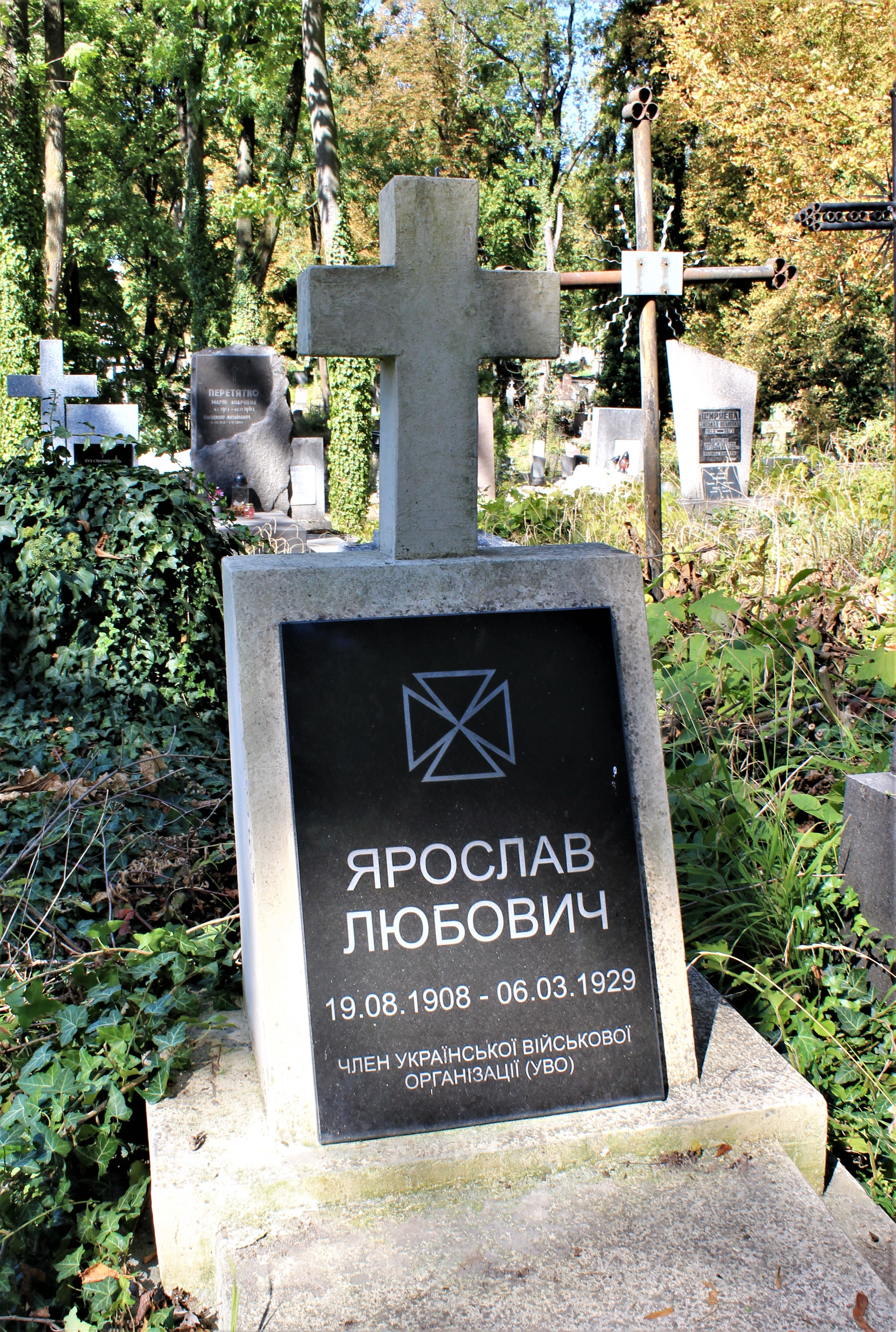
Нагробок на могилі Ярослава Любовича.

Яросла́в Любо́вич (* 19 серпня 1908, м. Коломия, Івано-Франківська область — † 6 березня 1929, Львів) — член Української військової організації (УВО).

## Біографічні відомості
Ярослав Любович був сином священика із села Іванівка (нині Теребовлянського району) . Закінчив гімназію у Коломиї. Навчався на правничому факультеті Львівського університету. Навесні 1929 року був на другому курсі.
За характеристикою Зиновія Книша, «був це мовчазної натури хлопець, невеликого росту, але сильної будови тіла, добрий спортовець-пливак» .
Похований на 79 полі Личаківського цвинтаря.

## Невдала бойова операція і загибель
У лютому 1929 року Ярослава Любовича як члена УВО залучили до підготовки операції з поповнення грішми скарбниці УВО. Було розроблено план нападу на листоношу, який розносив гроші (грошові перекази, пенсії, допомогу, інші виплати). Спочатку Зиновій Книш відшукав кімнату, в яку можна було заманити листоношу. Це була квартира в одному з найрухливіших місць Львова, недалеко від головного залізничного вокзалу. В кам'яниці на розі вулиць Городецької і Дзялиньских одна єврейська родина хотіла здати кімнату для спокійного студента. Книш винайняв кімнату нібито для своєї родички, що 1 березня приїде до Львова готуватися до іспитів, заплатив 50 злотих завдатку.

Шлях відступу Ярослава Любовича 6 березня 1929 року (позначено штрихами, а хрестиками — місця, де поранений Любович упав на землю)

Роль приманки для листоноші зіграла, як пише Книш, «гарна, висока студентка з відомої у Львові родини». Це була Стефанія Кордуба (у шлюбі Ольшанська) — донька професора Мирона Кордуби. Їй дали фальшиве студентське посвідчення на ім'я Полі Бронфман. А напад на листоношу мали здійснити Ярослав Любович і ще один студент-правник Роман Мицик.
Зиновій Книш відправив із головної пошти 15 злотих для Полі Бронфман. Наступного дня листоноша приніс гроші в помешкання, яке винаймала студентка. Любович і Мицик були в неї в гостях, але на першому (ознайомчому) етапі нападу не планували. Листоношу привітали радісними вигуками, хотіли посадити за стіл, щоб почастувати, але він відмовився, бо поспішав. Студентка розписалася, що отримала гроші. За словами Книша, «при чому набурмасилася, невдоволена, що так мало, вона сподівалася більше. Листоноша потішав її, що може ще надійдуть і він матиме приємність ще раз відвідати це приємне товариство».
Зиновій Книш зробив ще один грошовий переказ для Полі Бронфман.
Настало 6 березня 1929 року. На підставі інформацій від Стефанії Кордуби та розповіді Романа Мицика Зиновій Книш так відтворив перебіг нападу:
| «Всі троє вони сиділи коло стола, коли листоноша застукав до дверей. Поля Бронфман впустила його до кімнати. В моменті, коли листоноша нахилив голову до торби, щоб витягнути гроші для Полі, Мицик, що в міжчасі підвівся з крісла, вхопив його згином руки в лікті за шию, в тій же секунді Любович кинувся в'язати йому ноги. На лихо, чи то Мицик стояв трохи з-боку, а не зовсім з-заду листоноші, чи може листар в останній хвилині ще більше схилив голову, рам'я Мицика не затиснулося йому на шиї, тільки сховзнулося і спинилося на голові. Листоноша встиг крикнути. Почувши це, Любович хотів його приголомшити й ударив ручкою пістоля по голові. В несамовитому страху листоноша вишарпнувся Мицикові з рук, скочив до вікна і вибив шибку. Було ясно, що все пропало, не мало вже сенсу в'язати листоношу тепер, коли його крик почули на вулиці і кожної хвилини могла йому надбігти поміч знизу. Треба було якнайшвидше вийти з кімнати і зникнути в юрбі на вулиці. Мицик і Любович вийшли крізь сходову клітку. Поля Бронфман вбігла до мешкання своєї господині Майблюмової з криком, що напали на неї бандити, перестрашена господиня втекла разом з нею другими дверима через кухню. На вулиці Поля спокійно всіла до трамваю, по двох зупинках висіла, зійшла на іншу вулицю і звідти іншим трамваєм поїхала додому. Забрала з собою плащ і капелюх, так що ніхто на неї не звернув уваги». |
Далі, згідно з реконструкцією Зиновія Книша, події розвивалися так:
| «Мицик і Любович не трималися виданих їм інструкцій на випадок, якби з якоїсь непередбаченої причини мусіли втікати з місця нападу. Виразно було їм наказано відворот у напрямі Янівської дільниці, бічними вуличками від Городецької. Жила там своєрідна публіка Яськів, Юзьків і Марянків, що не дуже полюбляла поліцію, мавши з нею завжди щось на пеньку. Не спішилася вона помагати поліцистам у погоні, та й самі поліцаї не чулися там у своєму живлі. Обидва вони мабуть у нервовому поспіху забули про те. Тільки розділилися, пішли в противні боки — Мицик наліво, в сторону Богданівки, Любович направо, до середмістя. Мицик скрутив набік у першу вулицю і там його наздігнав поліцист та арештував. Спротив був безнадійний, звідусіль збігалися люди і хочби навіть Мицик звільнився пострілом від поліциста, його піймала б юрба прохожих. Любовичеві припало перебігти людне схрещення вулиць Сапіги і Городецької. Він не хотів дати себе зловити, відстрілювався від погоні, а коли поцілила його куля, мав ще силу добігти до брами однієї з кам'яниць при вул. Шептицьких і там, щоб не датися живим у руки поліцистам, відобрав собі життя». |

## Похорон, манфестація, оцінки
Похорон Любовича мав відбутися в суботу, 9 березня 1929 року, о 15-й годині. Однак, передбачаючи, що похорони стануть великою маніфестацією українського громадянства, яке вповні солідаризувалося з «бандитом» (так покійного називала польська преса), поліція таємно похоронила тлінні останки Ярослава Любовича вже об 11-ій годині ранку .
Далі події розвивалися так :
| «Українська студентська молодь, а з нею і старше громадянство, почали сходитися біля каплиці ще о 12-ій годині. Одначе каплиця була замкнена. Минула третя година і ніхто не приходив, щоб відімкнути каплицю, в якій лежало тіло героя. Тоді Юрко Лизонець і Славко Кульчицький пішли розвідатися, чому каплиця замкнена. Вони довідалися, що поліція забрала тіло ще о десятій годині ранку і таємно відвезла його на цвинтар. Лизонець і Кульчицький порадили зібраним ждати біля каплиці, а самі подалися на Личаківське кладовище, до адміністратора цвинтаря». |
За оцінокою «Довідника з історії України» (2001), похорон Любовича перетворився на масову антипольську демонстрацію, в якій взяло участь близько 5 тисяч чоловік, в основному молоді. В сутичці з польською кінною поліцією, яка намагалась перешкодити вшануванню пам'яті Любовича, десятки людей було поранено, а 22 чоловіки заарештовано .
Описуючи події березня 1929 року, Зиновій Книш зазначає:
| Трагічна і, на мою думку, не конче потрібна смерть Ярослава Любовича страшенно сколихнула душами української львівської молоді і сповнила їх національним патосом до небувалої досі температури. Як тоді, так і тепер, я вважаю, що Роман Мицик зробив розумніше. Революційне горіння не дійшло ще тоді до такої напруги, щоб кожну справу ставити на вістря життя або смерть! Трудно сказати мені тепер, як я сам поступив би тоді на його місці. Правдоподібно так само, як і Роман Мицик. Хоч невиключене, що з почуття сорому і в свідомості вищого щабля членства в організації, вступив би на шлях смерти, як Любович. Поведінка Романа Мицика після невдачного нападу тільки через разючий контраст з рівночасною смертю Любовича могла видаватися декому не такою, як повинна бути в бойовика. Вона випливала з розсудку. Але з Любовича говорила душа Української Військової Організації, що не знає капітуляції перед ворогом. Він бився зо зброєю в руці до останнього віддиху і згинув у бою, сам собі смерть заподіявши, щоб не датися ворогові живим у руки. Це в одному моменті з'єднало йому подив і любов усього українського юнацтва всіх суспільних прошарків. |
Зовсім іншу оцінку цій події дає канадський історик і публіцист Віктор Поліщук , підкреслюючи, що в УВО:
| «не гребували навіть дрібними жертвами задля здобуття грошей. Наприклад, вже в березні 1929 р. бойовики УВО Ярослав Любович і Роман Мицик напали у Львові на листоношу з метою пограбувати його. До цієї „роботи“ втягнули ще й студентку Стефанію Кордубу, дочку проф. д-ра М. Кордуби. Напад не вдався, під час „акції“ загинув бойовик УВО Ярослав Любович. Пам'ять Ярослава Любовича вшановувано в кожну річницю з дня його смерті, як безстрашного бойовика УВО, поляглого в боротьбі з польським наїзником. Це сформулювання — „поляглого в боротьбі з польським наїзником“, походить від проф. Петра Мірчука. По цьому стилі можна собі уявити багато дечого, навіть ненависть, яка ніколи не погасне в тому українському націоналістові. Сором, більше нічого! А згинув Ярослав Любович під час невдалого, зі зброєю в руках, грабунку грошей, нападаючи на самітного і неозброєного листоношу». |